# Тарасевич, Рышард
Рышард Ежи Тарасевич (пол. Ryszard Jerzy Tarasiewicz; род. 27 апреля 1962, Вроцлав) — польский футболист и футбольный тренер.

## Карьера игрока

### Клубная карьера
Является воспитанником «Шлёнска». С командой он выиграл кубок и Суперкубок Польши. В форме вроцлавской команды он сыграл 336 официальных матчей (из которых 214 в чемпионате). Имея 65 голов на счету, он является третьим бомбардиром в истории «Шлёнска» после Тадеуша Павловского и Януша Сибиса. Его сильной стороной были штрафные удары, за своеобразную траекторию вратари называли его удар «падающий дубовый лист».
За свою карьеру он также выступал в швейцарских командах «Ксамакс» и «Этуаль Каруж» и французских «Нанси», «Ланс» и «Расинг Безансон».

### Карьера в сборной
В сборной он сыграл 58 матчей и забил девять голов. Он принимал участие в чемпионате мира 1986 года в Мексике. Он сыграл только один матч, в котором его команда проиграла со счётом 0:4 Бразилии. В том матче Тарасевич мог открыть счёт, но попал в штангу. Затем после его фола на Кареке был назначен штрафной, с которого бразильцы забили первый гол в матче.

## Карьера тренера

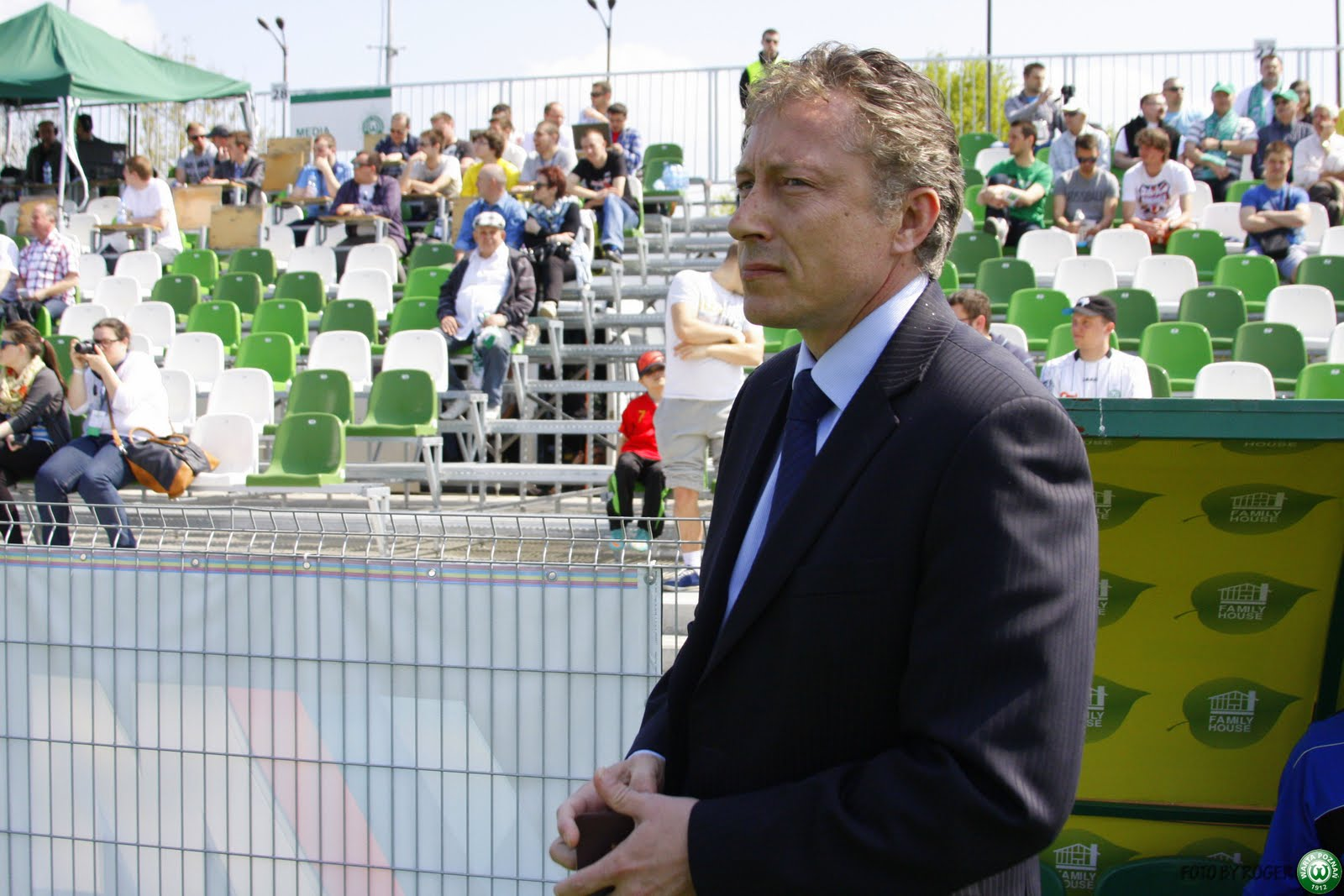
Тарасевич у руля «Завиши»

В 2004 году он вернулся в Польшу и, несмотря на отсутствие тренерского опыта, возглавил «Шлёнск». Под его руководством команда из Вроцлава завоевала повышение во второй дивизион. После окончания сезона 2005/06 Тарасевич в результате конфликта с тогдашним владельцем клуба Эдвардом Птакием ушёл с поста и выразил готовность стать селекционером молодёжной сборной Польши.
В сезоне 2006/07 он управлял «Ягеллонией» из второго дивизиона, откуда ушёл в середине весны.
19 июня 2007 года он снова стал тренером «Шлёнска» (контракт был подписан 4 июля и был рассчитан на два сезона). В сезоне 2007/08 он вывел клуб в высшую лигу, став первым тренером в истории «Шлёнска», который дважды помогал команде повыситься в классе.
Будучи тренером «Шлёнска» и в следующем сезоне, он занял шестое место с командой в Экстраклассе и выиграл Кубок Экстракласса, который стал первым клубным достижением после 22-летнего перерыва с момента победы в Суперкубке Польши 1987 года, который Тарасевич завоевал как игрок.
7 ноября 2011 года он стал тренером «Лодзи», заняв эту должность после ухода Михала Пробьержа. Он подписал контракт до конца сезона 2011/12. В январе 2012 года он разорвал контракт с «Лодзью» из-за плохой организации в клубе.
10 апреля 2012 года он стал тренером клуба «Погонь Щецин», с которым выиграл повышение в Экстраклассу. Сотрудничество «Погонь» было завершено 6 июня 2012 года.
27 апреля 2013 года Тарасевич подписал контракт с «Завишей». Он сменил тренера Юрия Шаталова и сразу же прервал серию из четырёх игр без победы. В конце сезона он выиграл Первую лигу с «Завишей» и повысился в Экстраклассу. 2 мая 2014 года он привёл «Завишу» к победе в кубке Польши, в финале команда обыграла «Заглембе Любин» в серии пенальти (6:5). Матч состоялся на Национальном стадионе в Варшаве. В 2014 году он решил не продлевать контракт с «Завишей».
17 июня 2014 года он был назначен тренером «Короны». Он подписал годичный контракт с клубом из Кельце, проработав до 10 июня 2015 года. 24 августа Тарасевич возглавил «Медзь». 5 июня 2017 года клуб объявил о прекращении сотрудничества с ним. С 11 октября он тренировал «Тыхы». 8 марта 2020 года покинул клуб. С 19 октября 2021 года по 14 ноября 2022 года был тренером «Арки». 12 апреля 2024 года был назначен тренером «Котвицы».